# حمض المالونيك
حمض المالونيك (أو حمض البروبانديويك وفق التسمية النظامية للمركبات العضوية) هو حمض ثنائي الكربوكسيل صيغته الكيميائية C3H4O4، والتي يمكن كتابتها على الشكل CH2(COOH)2. يوجد المركب في الشروط القياسية على شكل بلورات عديمة اللون؛ ويطلق على أملاح واسترات هذا الحمض اسم مالونات.

## التحضير
حضر المركب لأول مرة من أكسدة حمض التفاح (حمض الماليك) سنة 1858، ومن هنا اشتق الاسم وذلك من الإغريقية μᾶλον (مالون) بمعنى تفاح.
يمكن التحضير مخبرياً انطلاقاً من حمض كلورو الأسيتيك باستخدام سيانيد الصوديوم:

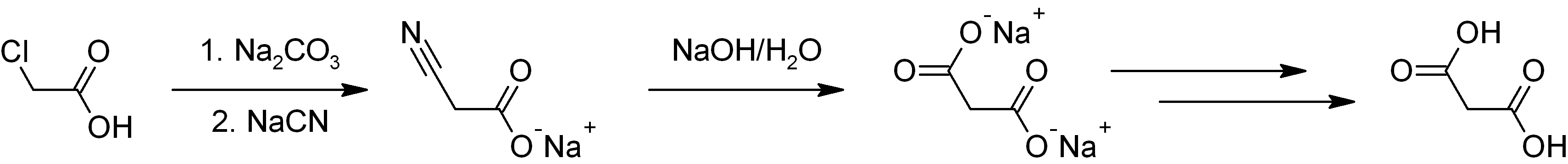
تحضير حمض المالونيك انطلاقاً من حمض كلورو الأسيتيك.

يتم التفاعل وفق آليات تفاعل اصطناع كولبه للنتريل التي تمر عبر حلمهة حمض سيانو الأسيتيك المتشكل وسطياً.

## الخواص
يوجد المركب في الظروف القياسية على هيئة بلورات عديمة اللون، ذات انحلالية جيدة جداً في الماء. يؤدي تسخين المركب إلى درجات حرارة مرتفعة مع مركبات ساحبة للماء مثل خماسي أكسيد الفوسفور إلى حدوث تفاعل بلمهة (نزع ماء)، بحيث يتشكل تحت أكسيد الكربون.
في الكيمياء الحيوية يقدم حمض المالونيك مثالاً نمطياً لظاهرة التثبيط التنافسي Competitive inhibition، حيث يعمل ضد إنزيم نازع هيدروجين السكسينات Succinate dehydrogenase  في سلسلة الفسفرة التأكسدية.

## الباثولوجي
عندما تكون مستويات حمض المالونيك مرتفعة مصحوبة بمستويات مرتفعة من حمض الميثيل مالونيك، قد يشير ذلك إلى وجود الاضطراب الاستقلابي غير المكتشف حمضي المالونيك والميثيل مالونيك في البول (CMAMMA) من خلال حساب نسبة حمض المالونيك إلى حمض الميثيل مالونيك في بلازما الدم، يمكن تمييز اضطراب حمض ميثيل المالونيك في الدم عن CMAMMA.

## الاستخدامات
يستخدم حمض المالونيك في تفاعلات تحضير عدد من المركبات العضوية. على سبيل المثال يدخل المركب في تفاعل تكاثف مع اليوريا ليعطي حمض الباربيتوريك. كما يدخل المركب وفق تفاعل تكاثف كنوفيناغل مع الأسيتون مثلاً ليشكل حمض ملدروم Meldrum's acid. كما يستخدم المركب على هيئة وحدة اصطناع بنائية (Synthon) في تفاعلات اصطناع إستر المالونيك.

## اقرأ أيضاً
- حمض الماليك
- حمض المالييك
- حمض ميثيل المالونيك